# Larry Gambone
Larry Gambone (1945) es un anarquista canadiense.

## Biografía
Partidario del anarcosindicalismo, aunque valora también otras tradiciones anarquistas como la anarcoindividualista y la mutualista, es investigador de la historia de las ideas políticas, siendo su especialidad los temas relacionados con el liberalismo libertario, el anarquismo y el populismo.
Es miembro del sindicato revolucionario IWW. Escribe desde la década de 1960 y actualmente es editor de publicaciones de The Red Lion Press, es el inductor de una iniciativa por la mutualización de los servicios sociales y mantiene un blog.